# Beauvoir (Yonne)
Beauvoir is een gemeente in het Franse departement Yonne (regio Bourgogne-Franche-Comté) en telt 329 inwoners (2005). De plaats maakt deel uit van het arrondissement Auxerre.

## Geografie
De oppervlakte van Beauvoir bedraagt 6,7 km², de bevolkingsdichtheid is 49,1 inwoners per km².
De onderstaande kaart toont de ligging van Beauvoir (Yonne) met de belangrijkste infrastructuur en aangrenzende gemeenten.

## Demografie
Onderstaande figuur toont het verloop van het inwonertal (bron: INSEE-tellingen).